# 奧斯陸愛樂樂團
奧斯陸愛樂樂團（挪威語：Oslo-Filharmonien）是位於挪威奧斯陸的一家交響樂團。奧斯陸愛樂樂團成立於1919年，但其歷史可以追溯至1879年，並在1979年改為現在的名稱。自1977年開始，奧斯陸音樂廳成為奧斯陸愛樂樂團的主要演出地點。樂團每年平均舉辦60至70場音樂會，大部分場次會在全國廣播電台播放，也在一年四季進行室內音樂會。目前樂團由69名弦樂器演奏家、16名木管樂器演奏家、15名銅管樂器演奏家、5名敲擊樂演奏家、1名豎琴演奏家和1名鋼琴演奏家組成。由2020-21樂季起，樂團首席指揮為克劳斯·梅凯莱。

## 歷史

### 早期（1879-1919）
奧斯陸愛樂樂團的歷史可以追溯到1879年，當時愛德華·葛利格和約翰·斯文森成立作為1847年成立的愛樂樂團協會（Det Philharmoniske Selskab）的後繼協會，克里斯蒂安尼亞音樂協會（Christiania Musikerforening）。樂團後來由奧萊·奧爾森、斯文森、伊佛·霍爾特和奧托·溫特-耶爾指揮。在霍爾特的領導下，樂團與當時瀕臨淪陷的克里斯蒂安尼亞劇院樂團合併。霍爾特更建議建立一個可以在市政慶祝活動、音樂會和劇院中演奏的城市樂團，令樂團從1889年開始獲得市政的支持。
在1899年，同時展示劇院和歌劇的挪威國家劇院開幕。當時樂團擴至44位音樂家，並由約翰·哈爾沃森指揮。樂團為國家劇院擔任了兩個角色：為新劇院提供音樂，並為音樂協會提供交響樂會。一戰期間，人民對交響音樂的需求與通貨膨脹一同增長，導致樂團與國家劇院之間發生爭執，音樂協會舉行的音樂會只好暫停。因此在1919年，樂團被私人股東倡議改制為愛樂樂團管弦樂團（Filharmonisk Selskaps Orkester），而第一樂季由三位指揮家：哈爾沃森、格奧爾格·施奈夫高格和伊格納茲·紐馬克（Ignaz Neumark）分別擔任指揮。

### 成立（1919-1945）
愛樂樂團管弦樂團的首次公演於1919年9月27日進行，開場由施奈夫高格指揮台上59名音樂家進行演奏。音樂會表演的曲目包括國歌《對！我們熱愛祖國》、斯文森的《Fest polonaise》、克里斯蒂安·辛丁的第一交響樂曲、葛利格的《A小调钢琴协奏曲》以及由男中音獨唱家埃里克·奧利·拜演唱的《Landkjenning》。
第一樂季的客座音樂家包括指揮尼基施·阿圖爾、鋼琴家歐根·達爾伯特、艾德溫·費雪、威廉·肯普夫、伊格納茲·弗里德曼和阿圖爾·施納貝爾；以及小提琴家布羅尼斯拉夫·胡貝爾曼和弗萊什·卡羅伊。在1919年9月至1920年5月之間，樂團舉辦了135場公開音樂會，大部分場次的門券全數售罄。
但接着的幾十年出現了各種經濟問題，最高峰能達至一個樂季內有15名音樂家辭職。儘管如此，樂團仍然吸引著不少著名的音樂家和指揮作客：例如後來成為波士頓交響樂團副指揮和首席小提琴手的理查德·伯金、馬克斯·羅斯塔、恩斯特·格拉瑟、聞名於在謝爾蓋·謝爾蓋耶維奇·普羅科菲耶夫創作的G小調第二小提琴協奏曲初次公演中演奏的羅伯特·索滕斯、莫里斯·拉威爾；還有後來被納粹政權趕出德國的人如伊果·費奧多羅維奇·史特拉汶斯基、弗里茨·布施、埃里希·克萊伯和布魯諾·華爾特加入。
挪威的第一個電台廣播始於1923年4月，不久與樂團進行第一場廣播音樂會。從1925年起，樂團與挪威廣播公司之間簽訂一項合同，以確保公司能在每週現場直播音樂會，這份合同使樂團在1930年代免於破產。伊賽·多布羅文於1927年加入樂團，當他在1931年離開時，首席指揮分別由奧德·格呂納-黑格（Odd Grüner-Hegge）和奧拉夫·謝朗擔任。其後於1933年至45年，謝朗成為唯一的首席指揮。

### 戰後（1945-1979）
在1945年德國佔領挪威時期結束後的樂團於6月8日、10日和11日參加國家劇院的周年音樂會，並在12日在奧斯陸舉行慶祝音樂會，以歡迎當時流亡在外的哈康七世及家人回國，格呂納-黑格也再次成為樂團的指揮。
樂團於1952年創立「奧斯陸愛樂樂團之友（Friends of the Oslo Philharmonic Orchestra）」，為樂團提供財政支持以及讓民眾了解樂團對文化的重要性。國際現代音樂協會於1953年在奧斯陸舉辦ISCM音樂節，此舉令在兩次世界大戰期間缺少聯絡的各斯堪地那維亞半島國家，籍認識曲目帶來進一步的國際聯繫。1950年代的樂團更進行不少錄音，樂團參與的第一次錄音為演奏道格拉斯·摩爾和阿爾弗雷多·安東尼尼等人創作的音樂。

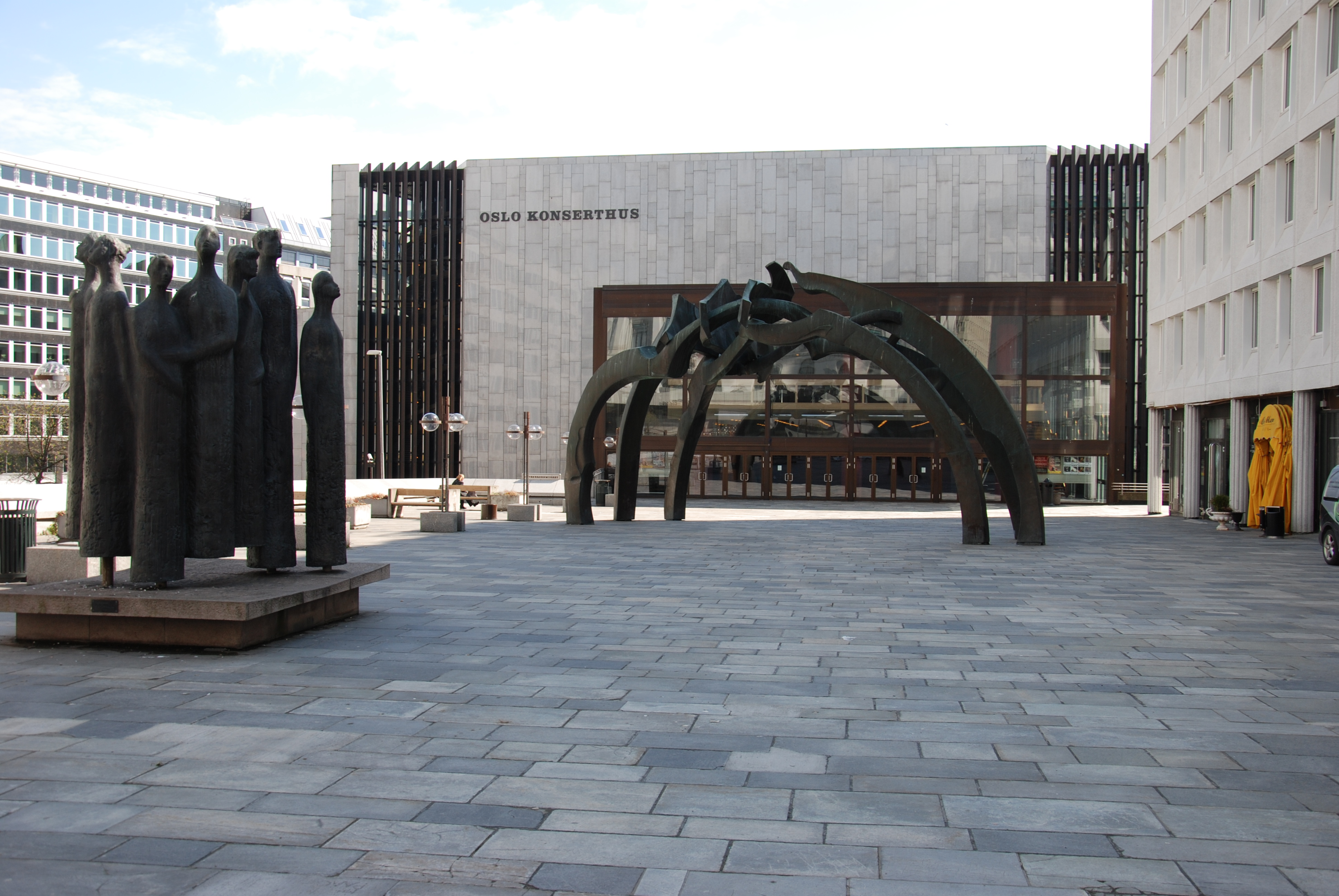
奧斯陸音樂廳

在1960年代，因挪威缺乏音樂學院以培訓新音樂家填補樂團空缺以及糟糕的薪水狀況急劇惡化，令樂團面對不穩定的資源短缺。1961年，格呂納-黑格辭去首席指揮一職，而奧芬·費耶斯塔德和赫伯特·布隆斯泰特擔任樂團首席指揮和常任指揮，並分別工作至1969年和1968年。樂團在1962年於斯堪的納維亞以外地區首次演出，並獲得國際讚譽。當時一名評論家更表示樂團為歐洲音樂帶來「新特色」。1965年，樂團與阿恩·诺德海姆於雅典衛城表演曲目《Canzona per orchestra》，這也是該曲目的首演。樂團也分別於1966年和1977年在挪威北部、西部和南部進行了巡迴演出。
1974年春天，樂團到美國西岸進行24場音樂會，這也是樂團首次美國演出；而在1978年間，時任指揮奧克·卡穆亦帶領樂團到包括卡內基大廳在內，美國東岸不同地方進行表演。在1977年，奧斯陸音樂廳對外公開，令樂團日後的音樂會門票銷售數量翻倍，並在1979年制定計劃將樂團成員在1990年可增至90人。

### 更名（1979至今）
在1979年，马里斯·扬颂斯擔任樂團指揮，同年樂團正式更名為奧斯陸愛樂樂團。1980年代初，樂團先後到英國、德國、瑞士及奧地利表演，也被邀請到維也納金色大廳表演。在1982年，樂團和揚頌斯憑製作3張葛利格作品的專輯，一同獲得挪威格萊美獎，後於1985年再度獲得此殊榮。在1987年，EMI唱片公司與扬颂斯及樂園簽訂獨家合同，並在1992年續簽，此合同成為EMI歷史上最大型的樂團合同。
自1990年起，挪威海德魯成為樂團的獨家贊助商，並每年贊助八百萬挪威克朗。正值樂團成立75週年的1994年，樂團在其紀念音樂會首次表演荀白克創作的《古雷之歌》，並表演埃吉爾·霍夫蘭德的鋼琴協奏曲等新作品。1995年，樂團進行重組並成為國家機構。
在扬颂斯於2002年結束其長達23年對樂團的貢獻後，隨後樂團的2任首席指揮分別為是安德烈·普列文（2002-2006）和尤卡-佩卡·萨拉斯特（2006-2013），當中薩拉斯特與樂團一起獲得指揮獎的頭銜。2011年2月，樂團宣布由2013-14樂季開始，瓦西里·愛德華多維奇·彼得連科為下一任首席指揮，初期預定彼得連科擔任4個樂季的指揮。在2015年11月，樂團宣布彼得連科的任期延長至2020年。2019年，樂團為慶祝成立100周年，彼得連科帶領樂團到德國、英國及奧地利等合共8個國家進行歐洲巡迴音樂會。在2019-2020樂季，受到嚴重特殊傳染性肺炎疫情影響下，樂團縮短公演次數，彼得連科也結束其任期。
2018年5月，克劳斯·麥凱萊成為樂團首名客席指揮。其後樂團於2018年10月宣布任命麥凱萊在2020-21樂季開始，為下一任首席指揮，最初麥凱萊將擔任3個樂季的指揮。在2020年5月，樂團宣布將麥凱萊的任期延長至7個樂季，這項決定頗不尋常，因樂團一般不會在正式任職樂團首席指揮前就延長合約。

## 歷任首席指揮
- 約翰·斯文森（1919-1920）

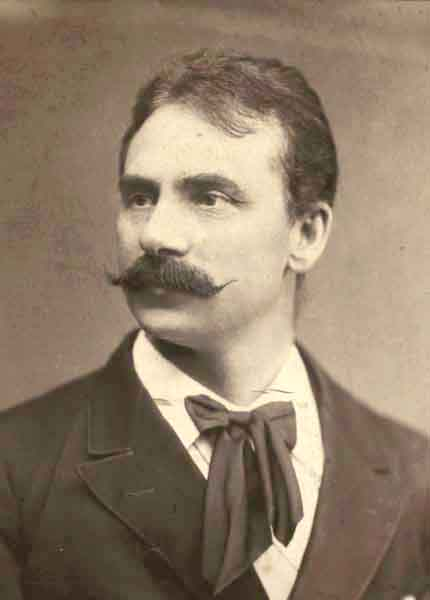
約翰·斯文森

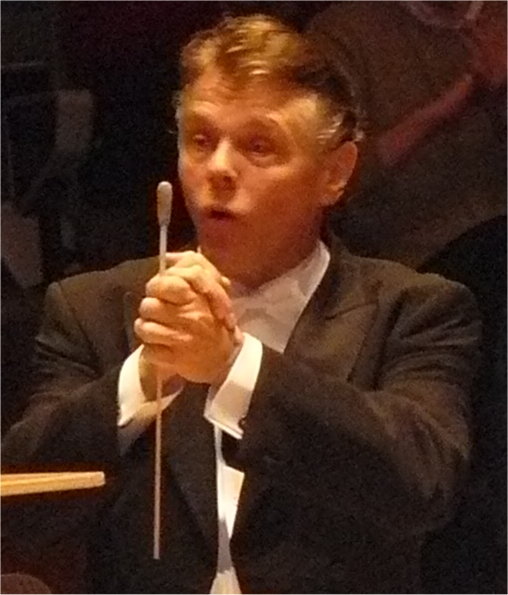
马里斯·扬颂斯

- 伊格納茲·紐馬克（Ignaz Neumark）（1919-1921）
- 格奧爾格·施奈夫高格（英语：Georg Schnéevoigt） （1919-1921）
- 喬斯·艾本舒茲（José Eibenschütz）（1921-1927）
- 伊格納茲·弗里德曼（英语：Ignaz Friedman）（1927-1931）
- 奧德·格呂納-黑格（Odd Grüner-Hegge）（1931-1933）
- 奧拉夫·謝朗（英语：Olav Kielland）（1931-1945）
- 奧德·格呂納-黑格（Odd Grüner-Hegge）（1945-1962）
- 赫伯特·布隆斯泰特（1962-1968）
- 奧芬·費耶斯塔德（英语：Øivin Fjeldstad）（1962-1969）
- 米蒂亞德斯·卡迪斯（英语：Miltiades Caridis）（1969-1975）
- 奧克·卡穆（英语：Okko Kamu）（1975-1979）
- 马里斯·扬颂斯（1979-2002）
- 安德烈·普列文（2002-2006）
- 尤卡-佩卡·萨拉斯特（2006-2013）
- 瓦西里·愛德華多維奇·彼得連科（2013-2020）
- 克劳斯·麥凱萊（2020-）